# Scolytus rugulosus
Scolytus rugulosus là một loài côn trùng trong họ Curculionidae. Loài này được Muller miêu tả khoa học đầu tiên năm 1818.
Đây là loài gây hại phát triển phổ biến ở Uzbekistan.